# 花園町 (豊橋市)
花園町（はなぞのちょう）は、愛知県豊橋市の地名。

## 地理
豊橋市中央部に位置する。東は魚町、西は萱町、南は広小路二丁目・広小路三丁目、北は新本町に接する。

### 通学区域
| 地域 | 小学校             | 中学校             | 高等学校 |
| ---- | ------------------ | ------------------ | -------- |
| 全域 | 豊橋市立松山小学校 | 豊橋市立中部中学校 | 三河学区 |

## 歴史

### 人口の変遷
国勢調査による人口および世帯数の推移。
| 1995年（平成7年）  | 81世帯 249人 |  |
| 2000年（平成12年） | 84世帯 236人 |  |
| 2005年（平成17年） | 84世帯 215人 |  |
| 2010年（平成22年） | 74世帯 174人 |  |
| 2015年（平成27年） | 67世帯 146人 |  |
| 2020年（令和2年）  | 57世帯 119人 |  |

### 沿革
- 1878年（明治11年） - 豊楽町と元浜町が合併し、渥美郡豊橋花園町が成立[2]。
- 1889年（明治22年） - 豊橋町の一部となり、豊橋の冠称が外れる[2]。
- 1906年（明治39年） - 豊橋市花園町となる[2]。
- 1958年（昭和33年） - 一部が魚町・新本町・萱町・広小路・駅前大通に編入され、また、新銭町・魚町・清水町・三浦町の各一部を編入する[2]。

## 施設
- 花園幼稚園[1]
- 真宗大谷派豊橋別院[1]
- 正琳寺[1]
- 蓮泉寺[1]
- 応通寺[1]
- 仁長寺[1]
- 曹洞宗喜見寺[1]

- 喜見寺
- 正琳寺
- 仁長寺
- 応通寺
- 真宗大谷派豊橋別院

## 出身人物
- 石川鴻斎（当時は吉田花園町）[3]

### WEB
1. ↑  “愛知県豊橋市の町丁・字一覧”.   人口統計ラボ. 2023年4月13日閲覧。
2. 1 2  総務省統計局 (2022年2月10日). “令和2年国勢調査の調査結果(e-Stat) - 男女別人口，外国人人口及び世帯数－町丁・字等” (CSV). 2023年8月2日閲覧。
3. ↑  “愛知県豊橋市の郵便番号一覧”.   日本郵便. 2023年4月13日閲覧。
4. ↑  “市外局番の一覧” (PDF).   総務省 (2022年3月1日). 2022年3月22日閲覧。
5. 1 2  豊橋市教育部学校教育課 (2024年4月1日). “校区早見表” (PDF).   豊橋市. 2025年6月26日閲覧。
6. ↑  総務省統計局 (2014年3月28日). “平成7年国勢調査の調査結果(e-Stat) - 男女別人口及び世帯数 －町丁・字等” (CSV). 2021年7月20日閲覧。
7. ↑  総務省統計局 (2014年5月30日). “平成12年国勢調査の調査結果(e-Stat) - 男女別人口及び世帯数 －町丁・字等” (CSV). 2021年7月20日閲覧。
8. ↑  総務省統計局 (2014年6月27日). “平成17年国勢調査の調査結果(e-Stat) - 男女別人口及び世帯数 －町丁・字等” (CSV). 2021年7月21日閲覧。
9. ↑  総務省統計局 (2012年1月20日). “平成22年国勢調査の調査結果(e-Stat) - 男女別人口及び世帯数 －町丁・字等” (CSV). 2021年7月21日閲覧。
10. ↑  総務省統計局 (2017年1月27日). “平成27年国勢調査の調査結果(e-Stat) - 男女別人口及び世帯数 －町丁・字等” (CSV). 2021年7月21日閲覧。

### 書籍
1. 1 2 3 4 5 6 7 8 9  「角川日本地名大辞典」編纂委員会 1989, p. 1793.
2. 1 2 3 4  「角川日本地名大辞典」編纂委員会 1989, p. 1085.
3. ↑  郷土豊橋を築いた先覚者たち編集委員会 1986, p. 250.